# Juan Eduardo Zúñiga Amaro
Juan Eduardo Zúñiga Amaro (Madrid, 24 de gener de 1919 - 24 de febrer de 2020) va ser un escriptor, eslavista, lusista, crític literari i traductor espanyol.

## Carrera
El seu pare era monàrquic i conservador que va estudiar farmàcia i es va casar amb una granadina; molt prestigiat en la seva professió, va arribar a ser secretari de la Reial Acadèmia de Farmàcia i farmacèutic de la Creu Roja; tenia entre els seus mossos de botiga també a un futur escriptor, Ramón J. Sender. La família vivia en un xalet apartat del barri de Prosperidad, a Madrid.
| « | Un dia vaig trobar un llibre sobre l'antic Egipte i em vaig dedicar a estudiar-lo. Imagina't, tan nen i egiptòleg, una cosa que a Espanya ningú havia fet (bé, un capellà), i va ser una meravella. Ràpidament vaig passar a lectures d'adults. Seguia tenint els contes infantils. Però un dia em va ocórrer una cosa estranya. Estava en el jardí i vaig veure que apareixia per sota de la porta de la casa un fullet, el vaig agafar i era d'una editorial que s'anunciava amb una novel·la, Niu de nobles, d'Ivan Turguénev. En aquella solitud en la qual jo vivia va ser una sacsejada emocional enorme: em va descobrir el món dels adults | » |

Va ser mobilitzat a la fi de 1937, però, per problemes de salut, el van destinar als serveis auxiliars. L'experiència de la Guerra Civil espanyola el va marcar per sempre. Va estudiar Belles Arts i Filosofia i Lletres, especialitzant-se en llengües eslaves, en particular rus i búlgar, la qual cosa li va permetre al llarg de la seva vida realitzar diferents estudis sobre l'obra dels principals autors en aquests idiomes, fent amistat a més amb l'hispanista búlgar Todor Neikov i el dramaturg i novel·lista búlgar Dimitar Dimov; amb el temps va aconseguir que en 1987 l'Ajuntament de Madrid col·loqués una placa a la Plaça de la Lleialtat, en la façana de la casa on havia viscut aquest últim. Freqüentà l'Ateneo de Madrid i la Biblioteca Nacional de Madrid, on també escrivia, contes sobretot, des de molt jove. Simultani al seu interès per les literatures eslaves va ser la seva admiració per la cultura portuguesa. Segons Santos Sanz Villanueva va ser amic dels escriptors socials de la Generació del 50 o del mig segle, especialment d'Antonio Ferres, Jesús López Pacheco i Armando López Salinas, encara que la seva concepció estètica "és als antípodes dels principis adoptats pels autors compromesos". El 1956 va casar-se amb la també escriptora i editora Felicidad Orquín, amb la qual va tenir una filla, Adriana.
El seu gènere preferit va ser el relat curt, del que va publicar diverses col·leccions des que s'imprimís el primer en la revista Ínsula el gener de 1949 Marbec y el ramo de lilas. Va seguir la novel·la curta  Inútiles totales (Madrid: Talleres Gráficos de Fernando Martínez, 1951), una narració barojiana ja amb el seu característic estil al·lusiu i que va ser la seva aportació personal a la tertúlia que entre 1945 i 1953 es reunia les nits dels dissabtes al cafè Lisboa de la Puerta del Sol, integrada a més per Arturo del Hoyo, la seva esposa Isabel Gil de Ramales, Vicente Soto, Francisco García Pavón, José Corrales Egea, José Ares Montes i Antonio Buero Vallejo, entre d'altres. A més va seguir publicant nombrosos contes en revistes com Ínsula, Índice de Artes y Letras, Acento, Triunfo i Sábado Gráfico, alguns d'ells no recollits en llibre. La novel·la El coral y las aguas (1962), en plena expansió del realisme testimonial, va passar desapercebuda, però resulta ser una denúncia al·legòrica de la dictadura emplaçada en una Grècia remota i imaginària. És "un rar cas de novel·la política bastant explícita", segons Sanz Villanueva.
Va guanyar el premi de conte de la revista Triunfo amb "Un ruido extraño", també amb certa càrrega al·legòrica. Durant els setanta van aparèixer relats seus en revistes com El Urogallo o Ínsula, i a més va prologar una antologia del conte universal titulada Relatos de siempre (Santillana, Biblioteca Pepsi, 1979). En 1980 publica una de les seves col·leccions de contes, Largo noviembre de Madrid, sobre la situació de la capital d'Espanya durant la guerra, i coneix per fi l'èxit en ser reimprès en dues ocasions més. De 1983 és la col·lecció d'assajos sobre literatura russa El anillo de Pushkin; de 1986 La tierra será un paraíso, obra amb la qual va ser finalista del Premi Nacional de Narrativa. Sofía és un assaig sobre la capital de Bulgària (1992). Va publicar també la col·lecció de quaranta relats fantàstics breus Misterios de las noches y los días (1992) i en 1996 Las inciertas pasiones de Iván Turgueniev, una biografia sobre el gran escriptor rus.
De 1999 és la novel·la històrica Flores de plomo, sobre els últims dies del periodista espanyol Mariano José de Larra que va merèixer el premi Ramón Gómez de la Serna d'aquest any, i de 2003 un altre llibre de deu relats, Capital de la gloria, amb el qual acabava una trilogia narrativa sobre la Guerra Civil a Madrid i que va ser guardonat amb el Premi Nacional de la Crítica a la millor obra de narrativa i el Premi Salambó. Es tracta en total de 35 relats de intrahistòria unamuniana en els quals s'inclouen els aspectes més quotidians de la subsistència a la ciutat assetjada entre els extrems de la vida i la mort, la felicitat i la desgràcia. Els assajos sobre literatura eslava continguts a Desde los bosques nevados (2010) li van valer el Premi Internacional Terenci Moix, va aconseguir també en 1987 el Nacional de Traducció per la versió castellana de les obres de l'escriptor portuguès Antero de Quental. D'aquest idioma va traduir també l'obra de Urbano Tavares Rodrigues i de Mario Dionisio. En 2016 va rebre el Premi Nacional de les Lletres Espanyoles.

## Obres

### Narrativa
- Inútiles totales, 1951.
- El coral y las aguas, 1962.
- El último día del mundo, 1992.
- Misterios de las noches y los días (1992), relats.
- Flores de plomo (1999), novel·la històrica.
- Trilogía de la Guerra Civil en Madrid, impresa per primer cop junta sense títol global en 2007 i amb el títol ressenyat i dues narracions més en 2011, amb un total de 35.
  - Largo noviembre de Madrid, 1980.
  - La tierra será un paraíso, 1989.
  - Capital de la gloria, 2003.
- Brillan monedas oxidadas, 2010, relats.

### Assaig
- Hungría y Rumania en el Danubio; las luchas históricas en Transilvania y Besarabia. Madrid, Editorial Pace [1944?]
- La historia y la política de Bulgaria, Madrid: Pace, 1945.
- Los artículos sociales de Mariano José de Larra, Madrid: Taurus, 1963 (antología).
- El anillo de Pushkin. Lectura romántica de escritores y paisajes rusos, Barcelona: Bruguera, 1983; reeditado en Madrid: Alfaguara, 1992.
- Sofía, 1990, libro de viajes.
- Las inciertas pasiones de Iván Turgueniev, 1999 (publicat anteriorment amb el títol de Los imposibles afectos de Iván Turgueniev: ensayo biográfico, Madrid: Editora Nacional, 1977)
- Desde los bosques nevados: memoria de escritores rusos, 2010
- "Prólogo" a Anton Pavlovich Chéjov, Cuentos completos Madrid: Aguilar, 1962.

### Autobiografia
- Memorias íntimas (inèdita)

### Traduccions
- Amb Todor Neikov, Yordan Yovkov, El segador. Novela búlgara, 1944.
- Antero de Quental, Poesías y prosas selectas. Madrid: Ediciones Alfaguara, 1986 (només la prosa; la poesia va ser traduïda per José Antonio Llardent.
- Amb Todor Neikov, Ivan Vàzov, Bajo el yugo, Barcelona: José Janés, 1949; Sofía, 1961; La Habana, 1976; Barcelona: Bruguera, 1984.
- Urbano Tavares Rodrigues, Realismo, arte de vanguardia y nueva cultura Madrid: Editorial Ciencia Nueva, 1967
- Pejo Javorov, Viento de medianoche: antología poética, Madrid: Ayuso [1983]
- Ivan Turguénev, Padres e hijos Madrid: Espasa-Calpe 1990.
- Mario Dionisio, Introducción a la pintura, Madrid: Alianza, 1972.

## Premis i honors
- 1983 - Premi Ópera Prima.
- 1987 - Premio Nacional a la Mejor Traducción, ex aequo, amb José Antonio Llardent, per la versió en castellà de les obres d'Antero de Quental.[7]
- 1990 - Finalista del Premi Nacional de la Crítica i del Premi Nacional de Narrativa per  La tierra será un paraíso.
- 2003 - Premi Nacional de la Crítica i Premio Salambó per Capital de la gloria i Medalla d'Or del Círculo de Bellas Artes de Madrid.
- 2016 - Premi Nacional de les Lletres Espanyoles.